# Коллер, Рудольф
Рудольф Коллер (нем. Rudolf Koller; 21 мая 1828, Цюрих — 5 января 1905, Цюрих) — швейцарский художник.

## Биография
Рудольф Коллер родился в семье трактирщика и мясника. В 1840—1843 годах учился в Кантональной индустриальной школе Цюриха. Первые уроки рисования получил у своего дяди, художника-пейзажиста. В 1843 Коллер бросает учёбу в Индустриальной школе и поступает учеником к преподавателю рисования Ж.Швейцеру, портретисту И. Р. Обристу и пейзажисту И. Я. Ульриху. Юноша мечтает, став художником, рисовать животных — в первую очередь лошадей.
В 1845 году молодой художник получает заказ от короля Вюртемберга на серию полотен, изображающих коней из королевских конюшен, и охотничьих собак; в связи с этим Р.Коллер выезжает в Штутгарт. В 1846—1847 годах он обучается в дюссельдорфской Академии Искусств, где знакомится и дружит с Арнольдом Бёклином и Ансельмом Фейербахом. В 1847-48 Коллер совершает поездку в Бельгию (совместно с А.Бёклином) и во Францию; в Лувре он изучает нидерландскую живопись XVII столетия, знакомится с работами современных ему художников-анималистов (Роза Бонёр, Констан Труайон); становится поклонником барбизонской школы. В 1848 году Р. Коллер, ввиду материальных затруднений, возвращается в Цюрих.
В 1849—1851 годах художник пишет преимущественно пейзажи в Бернском кантоне и в Баварии; с апреля 1851 он снова в Цюрихе, где среди друзей Коллера такие мастера, как Эрнст Штюкельберг и Роберт Цюнд. В этот период своего творчества Р.Коллер открывает собственную художественную мастерскую, где выполняет многочисленные заказы на полотна с изображениями животных. В 1852—1853 пишет пейзажи на озере Валензе.
В мае 1856 года Р. Коллер вступает в брак с Бертой Шальтер. В 1855 он пишет замечательный портрет своей невесты (хранится в Кунстхаусе Цюриха. В 1862 году он покупает дом на берегу Цюрихского озера. Здесь он живёт вплоть до своей смерти и содержит в хозяйстве многих животных. В 1868—1869 Коллер выезжает на этюды в Италию. В 1898 году, к 70-летию Коллера, в Цюрихе открывается большая выставка художественного творчества мастера. В том же году ему присваивается звание почётного доктора искусств Цюрихского университета. В 1900 году Коллер последний раз едет в Италию и во Флоренции встречается с А. Бёклином.
Похоронен в Цюрихе рядом с могилой своего друга, писателя Готфрида Келлера.

## Галерея

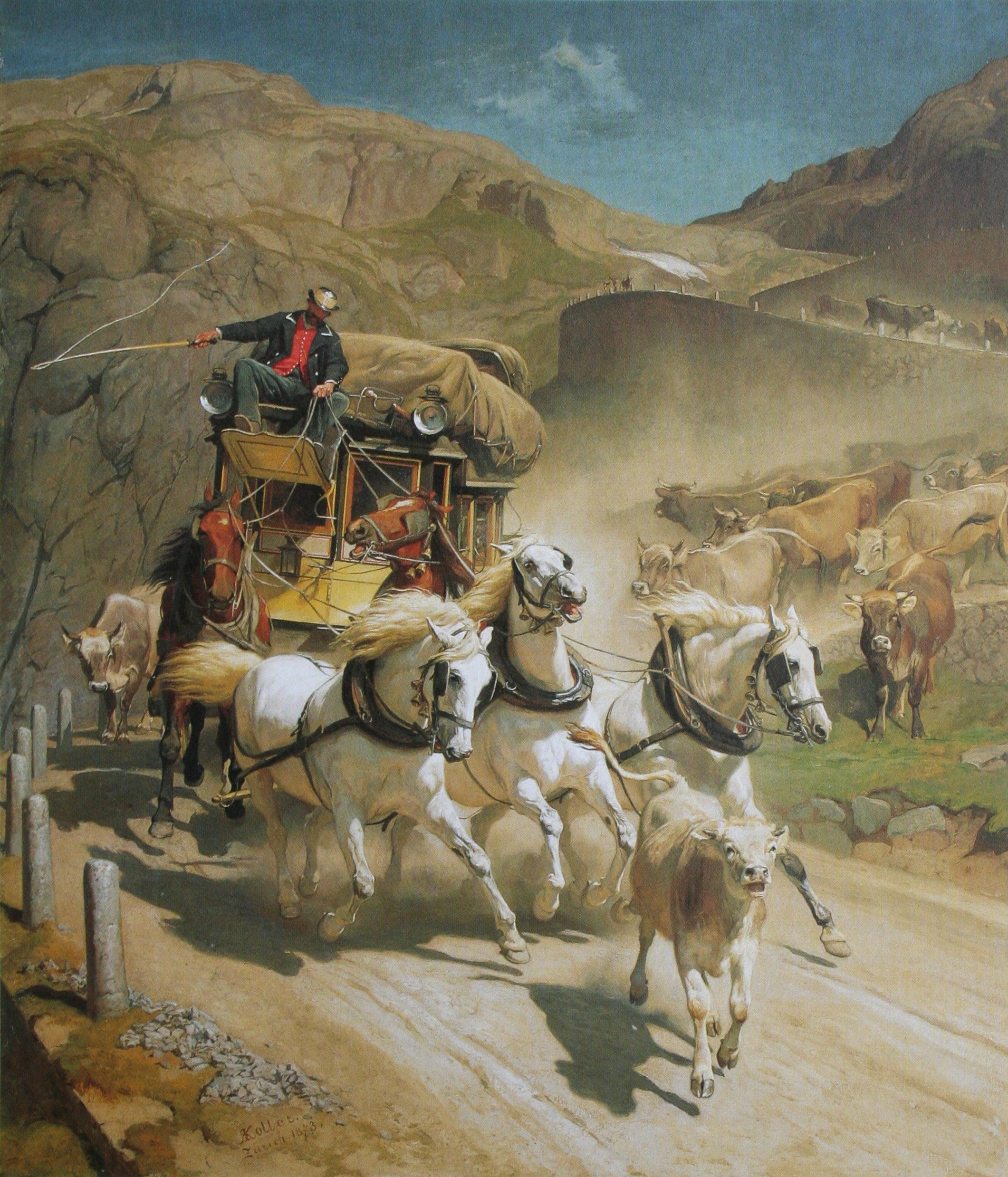
Санкт-Готардская почта (1873)
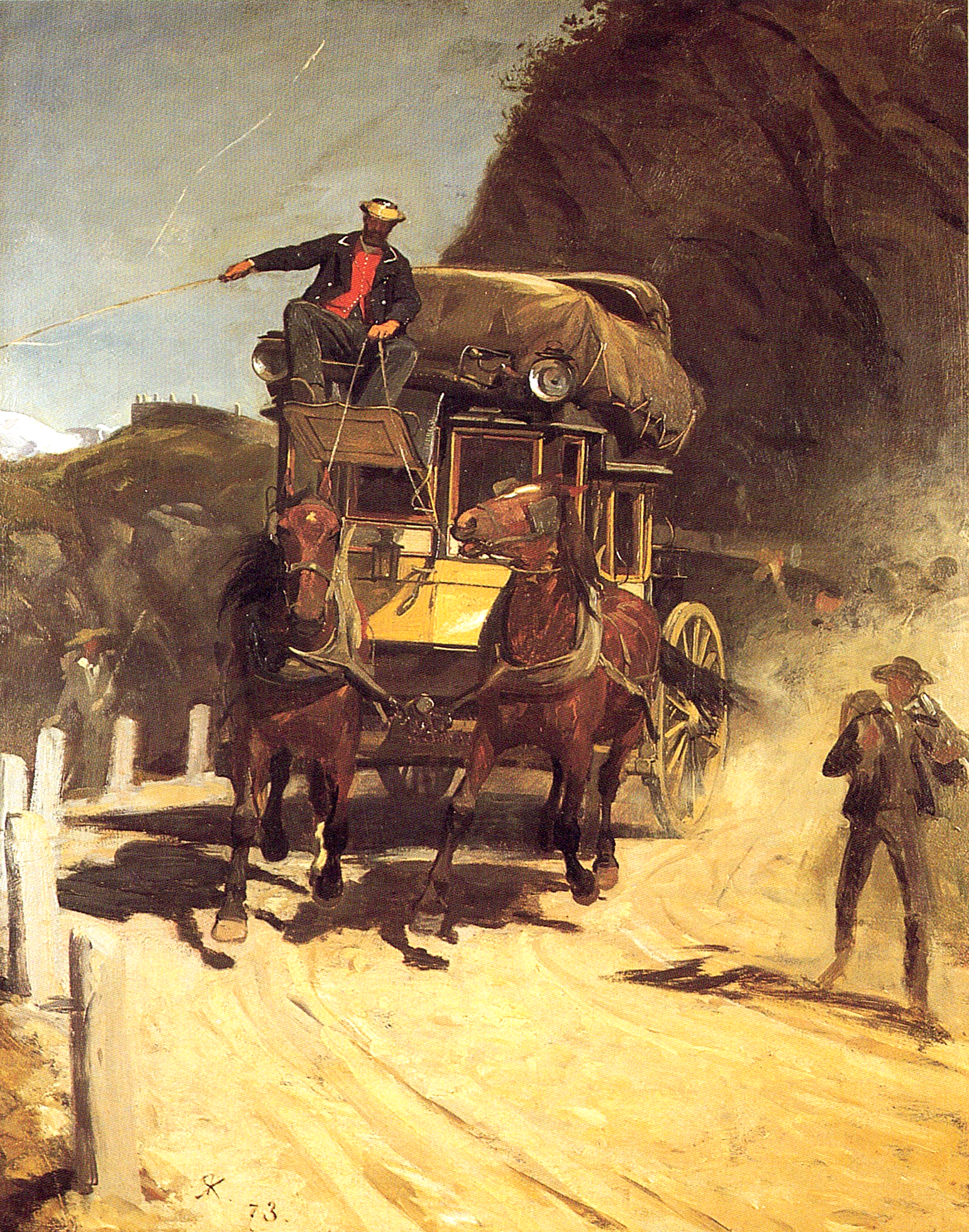
Двуколка Готардской почты (1873)
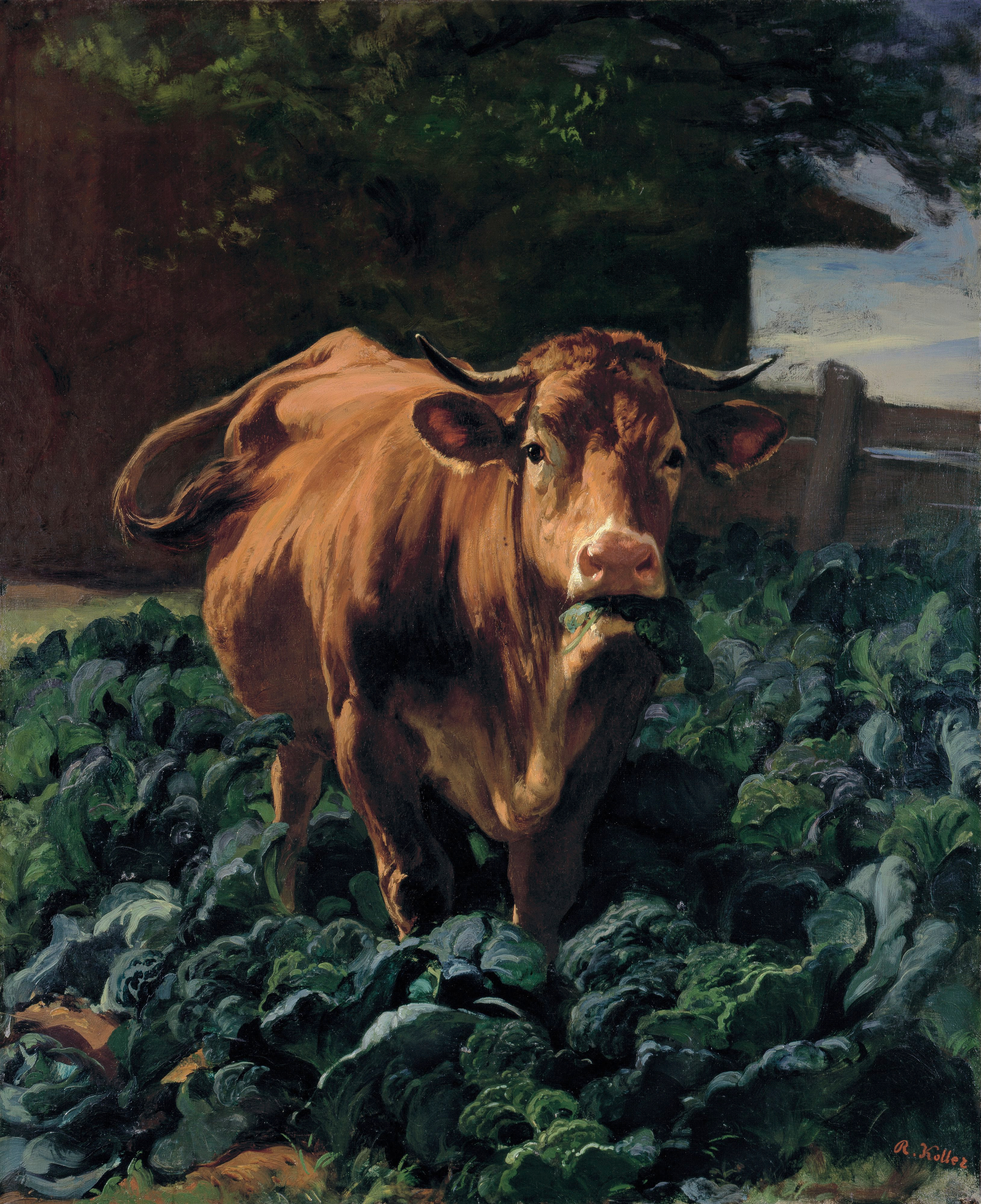
Корова в огороде (1857)
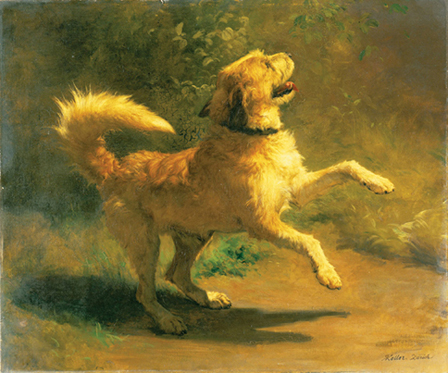
Прыгнувшая собака (1856)
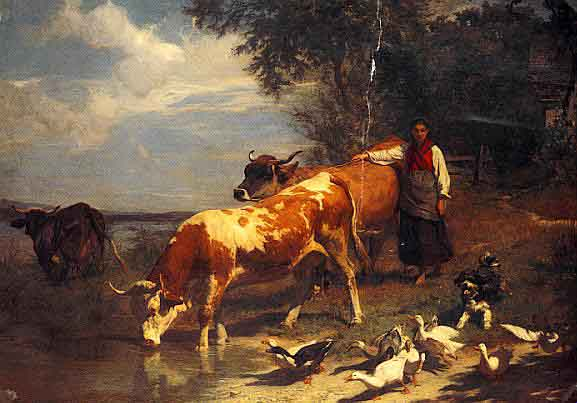
На водопое